# Roh (berg i Tjeckien)
Roh är ett berg i Tjeckien.   Det ligger i regionen Pardubice, i den östra delen av landet, 160 km öster om huvudstaden Prag. Toppen på Roh är 680 meter över havet.
Terrängen runt Roh är platt västerut, men österut är den kuperad. Runt Roh är det ganska tätbefolkat, med 65 invånare per kvadratkilometer. Närmaste större samhälle är Moravská Třebová, 6,7 km nordost om Roh. Omgivningarna runt Roh är en mosaik av jordbruksmark och naturlig växtlighet.